# WWE Smackville
Smackville – gala wrestlingu wyprodukowana przez federację WWE dla zawodników z brandu SmackDown. Odbyła się 27 lipca 2019 w Bridgestone Arena w Nashville w stanie Tennessee i była transmitowana ekskluzywnie na WWE Network.
Na gali odbyło się dziewięć walk, trzy z nich zostało pokazane jako jednogodzinny WWE Network special. W walce wieczoru w telewizyjnym wydarzeniu, Kofi Kingston pokonał Dolpha Zigglera i Samoa Joe broniąc WWE Championship.

## Produkcja
| Rola         | Osoba         |
| ------------ | ------------- |
| Komentatorzy | Tom Phillips  |
| Komentatorzy | David Otunga  |
| Spiker       | Greg Hamilton |

Smackville oferowało walki profesjonalnego wrestlingu z udziałem wrestlerów należących do brandu SmackDown. Oskryptowane rywalizacje (storyline’y) kreowane są podczas cotygodniowych gal SmackDown Live. Wrestlerzy są przedstawieni jako heele (negatywni, źli zawodnicy i najczęściej wrogowie publiki) i face’owie (pozytywni, dobrzy i najczęściej ulubieńcy publiki), którzy rywalizują pomiędzy sobą w seriach walk mających budować napięcie. Kulminacją rywalizacji jest walka wrestlerska lub ich seria.

### Rywalizacje
21 maja na odcinku SmackDown Dolph Ziggler, który był nieaktywny od styczniowej gali Royal Rumble, niespodziewanie powrócił i zaatakował Kofiego Kingstona. Ziggler, wrestler z Raw, który pojawił się na zasadzie dzikiej karty, wyjaśnił później, że to on powinien dostać walkę o tytuł na WrestleManii 35 i wygrać WWE Championship zamiast Kingstona. Ziggler, który z kolei został przeniesiony na SmackDown, przegrał z Kingstonem zarówno na Super ShowDown, jak i na Stomping Grounds. 24 czerwca na odcinku Raw, po tym jak Kingston pokonał Kevina Owensa i Samiego Zayna w kolejnych pojedynkach, Kingston został przypadkowo zaatakowany przez Samoa Joe, który wykonał uranage na Kingstonie. Gdy sędziowie zajęli się z pomocą Kingstonowi, Joe wrócił i założył na niego Coquina Clutch. Kingston pokonał Joe na Extreme Rules. 18 lipca ogłoszono Triple Threat match o WWE Championship pomiędzy tymi trzema wrestlerami na Smackville.
Na Money in the Bank, Bayley wygrała Money in the Bank ladder match kobiet, a później tego wieczoru wykorzystała kontrakt na Charlotte Flair, aby wygrać SmackDown Women’s Championship. 4 czerwca na odcinku SmackDown, Flair zmierzyła się w Triple Threat matchu z Carmellą i Alexą Bliss z Raw, która pojawiła się dzięki zasadzie dzikiej karty, aby zdobyć rewanż z Bayley o tytuł na Stomping Grounds. Bliss jednak wygrała mecz, tym samym Bliss zdobyła walkę o tytuł, ale przegrała. Ona i Cross zmierzyli się następnie z Bayley na Extreme Rules w 2-on-1 Handicap matchu o tytuł, ale obydwie zostały pokonane przez Bayley. 18 lipca ogłoszono, że Bayley, Flair i Bliss zmierzą się w Triple threat matchu o SmackDown Women’s Championship, ale ta walka nie była pokazywana w WWE Network special.
Podczas pre-show Extreme Rules, Shinsuke Nakamura pokonał Finna Bálora i wygrał Intercontinental Championship. Później ogłoszono rewanż na Smackville; jednak Bálor został usunięty z walki 27 lipca po nieujawnionej kontuzji i został zastąpiony przez Alego.

## Wyniki walk
| Nr                                                                                    | Wyniki                                                                                         | Stypulacje                                               | Czas  |
| ------------------------------------------------------------------------------------- | ---------------------------------------------------------------------------------------------- | -------------------------------------------------------- | ----- |
| 1D                                                                                    | The New Day (Big E i Xavier Woods) (c) pokonali The B-Team (Bo Dallasa i Curtisa Axela)        | Tag Team match o WWE SmackDown Tag Team Championship     | 13:48 |
| 2D                                                                                    | Aleister Black pokonał Andrade (with Zeliną Vegą)                                              | Singles match                                            | 12:06 |
| 3                                                                                     | Shinsuke Nakamura (c) pokonał Alego                                                            | Singles match o WWE Intercontinental Championship        | 8:05  |
| 4                                                                                     | Kevin Owens pokonał Eliasa                                                                     | Singles match                                            | 4:10  |
| 5                                                                                     | Kofi Kingston (c) pokonał Dolpha Zigglera i Samoa Joe                                          | Triple Threat match o WWE Championship                   | 12:15 |
| 6D                                                                                    | Heavy Machinery (Otis i Tucker) pokonali AOP (Akama i Rezara)                                  | Tag Team match                                           | 8:04  |
| 7D                                                                                    | The IIconics (Billie Kay i Peyton Royce) (c) pokonały The Kabuki Warriors (Asukę i Kairi Sane) | Tag Team match o WWE Women’s Tag Team Championship       | 16:24 |
| 8D                                                                                    | Sami Zayn pokonał Apollo Crewsa                                                                | Singles match                                            | 9:15  |
| 9D                                                                                    | Bayley (c) pokonała Charlotte Flair i Alexę Bliss                                              | Triple Threat match o WWE SmackDown Women’s Championship | 12:59 |
| (c) – mistrz/mistrzyni przed walkąD – walka była dark matchem (nietransmitowana w TV) |                                                                                                |                                                          |       |